# Sumitomo Mitsui Banking Corporation

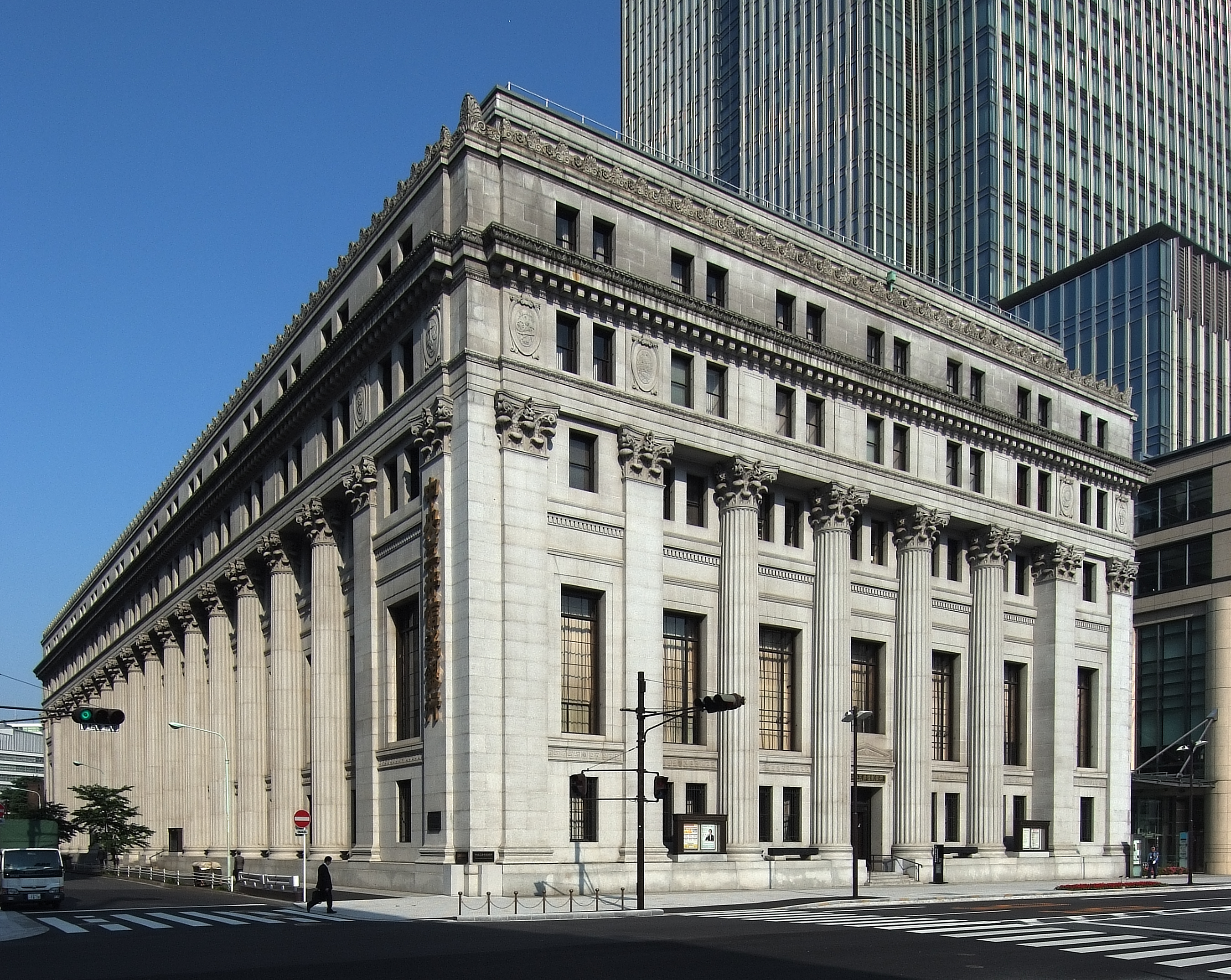
Sucursal SMBC Nihonbashi.

Sumitomo Mitsui Banking Corporation (SMBC; 株式会社三井住友銀行 Mitsui sumitomo ginkō?) es un banco japonés con sede en Yurakucho, Chiyoda, Tokio, Japón. Es miembro del Grupo Sumitomo y del Mitsui Group. Al año 2009, SMBC era el segundo banco de Japón por activos.[cita requerida]

## Historia
- 1683: El shogunato garantizó a Mitsui Takatoshi permiso para actuar como intercambiador de dinero. Takatoshi Mitsui entonces desarrolló un nuevo sistema de préstamos entre ciudades.
- Julio, 1876 Se establece el Mitsui Bank como un banco privado. (Capital stock: ¥2 millones)
- Junio, 1893 El Mitsui Bank se reorganiza como una sociedad colectiva.
- Noviembre, 1895 El Sumitomo Bank se establece como empresa privada.
- Noviembre, 1909 El Mitsui Bank se reorganiza como sociedad limitada. (Capital stock: ¥20 millones)
- Marzo, 1912 El Sumitomo Bank se reorganiza como sociedad limitada. (Capital stock: ¥15 millones)
- Diciembre, 1936 Los siete grandes bancos de la prefectura de Hyogo son fusionados en el Banco Kobe.
- Diciembre, 1940 Se establece el Dai Nihon Mujin.
- Abril, 1943 El Mitsui Bank se fusiona con el Dai-Ichi Bank para formar el Teikoku Bank.
- Agosto, 1944 El Teikoku Bank se fusiona en el Jugo Bank.
- Julio, 1945 El Sumitomo Bank se fusiona con el Banco Hannan y el Banco Ikeda Jitsugyo. El Bance de Kobe comienza el negocio de fideicomiso.
- Abril, 1948 Dai Nihon Mujin es renombrado como Nihon Mujin.
- Octubre, 1948 Se restablece el Teikoku Bank como una segregación del Dai-Ichi Bank. El Sumitomo Bank es renombrado Banco de Osaka.
- Mayo, 1949 Las acciones del Teikoku Bank y del Banco de Osaka son listadas en las bolsas de Tokio y Osaka. (Listadas en el Sapporo Securities Exchange en abril de 1950 y en la bolsa de Nagoya a partir de 1989.)
- Octubre, 1951 Nihon Mujin es renombrado Nihon Sogo Bank.
- Diciembre, 1952 El nombre del Banco de Osaka es restablecidad a Sumitomo Bank.
- Enero, 1954 El nombre del Teikoku Bank es restablecido a Mitsui Bank.
- Abril, 1960 El Banco de Kobe transfiere la división de fideicomiso al Toyo Trust and Banking.
- Abril, 1965 El Sumitomo Bank se fusiona con el Kawachi Bank.
- Abril, 1968 El Mitsui Bank se fusiona con el Toto Bank.
- Diciembre, 1968 El Nihon Sogo Bank se convierte en un banco ordinario y es renombrado Taiyo Bank.
- Octubre, 1973 El Banco de Kobe y el Taiyo Bank se fusionan para formar el Taiyo Kobe Bank.
- Octubre, 1986 El Sumitomo Bank se fusiona con el Heiwa Sogo Bank.
- Enero, 1989 Las acciones del Sumitomo Bank empiezan a cotizar en la bolsa de Londres.
- Abril, 1990 El Mitsui Bank y el Taiyo Kobe Bank se fusiona para forma el Mitsui Taiyo Kobe Bank.
- Abril, 1992 El Mitsui Taiyo Kobe Bank es renombrado como Sakura Bank.
- Junio, 1996 El establecido el Wakashio Bank, Ltd. y empieza sus operaciones en septiembre.
- Abril, 2001 El Sakura Bank y el Sumitomo Bank se fusiona para formar el Sumitomo Mitsui Banking Corporation. (Capital stock: ¥1,276,7 billones)
- Diciembre, 2002 Sumitomo Mitsui Banking Corporation (SMBC) establece un holding con el nombre de Sumitomo Mitsui Financial Group, Inc. (SMFG) a través de una transferencia de acciones, y el SMBC entonces se convierte en una subsidiaria al 100% del SMFG.
- Marzo, 2003 El Wakashio Bank se fusiona con el antiguo SMBC (nombre del banco fusionado: Sumitomo Mitsui Banking Corporation )
- Julio, 2008 Sumitomo Mitsui compra el 2,1 por ciento de participación en el Barclays Bank por £500m

## Estructura
El Sumitomo Mitsui Banking Corporation está organizado con la siguiente estructura:
- Unidad de Banca al Consumo
- Unidad de Mercado Medio
- Unidad de Banca Corporativa
- Unidad de Banca de Inversión
- Unidad de Banca Internacional
- Unidad de tesorería
- Unidad de Cumplimiento
- Unidad de Recursos Humanos

## Accionistas
- Sumitomo Mitsui Financial Group, Inc. (100%)